# Giuseppe Cambini
Giuseppe Maria Gioacchino Cambini (Montelupo Fiorentino, 8 aprile 1746 – Parigi, 29 dicembre 1825) è stato un compositore e violinista italiano.

## Biografia

### Le notizie non verificate
Le notizie sulla sua vita sono scarsamente documentate. Una sua biografia è stata redatta dall'erudito francese Louis-Gabriel Michaud e dal musicologo belga François-Joseph Fétis; inoltre, Cambini stesso racconta del proprio passato in un articolo sulla Allgemeine musikalische Zeitung del 1804. Tuttavia, tutti questi documenti contengono numerosi errori e richiedono una verifica attenta.
Non risultano confermati gli estremi biografici dell’autore (solo Fétis riporta una data di nascita), né i suoi primi studi. È possibile che abbia avuto contatti con padre Giovanni Battista Martini e, con maggiore probabilità, con Filippo Manfredi, considerato il suo probabile insegnante di violino.
Fétis riporta un presunto esordio operistico fallito a Napoli nel 1766, seguito durante il ritorno via mare a Livorno da un rapimento da parte di pirati, che lo avrebbero maltrattato fino alla sua liberazione da parte di un patrizio veneziano. Questo racconto presenta molte somiglianze con una storia pubblicata nel periodico di poesia Correspondance littéraire, philosophique et critique, fatto che solleva dubbi sull'attendibilità della versione di Fétis.
Nel suo scritto del 1804 sulla Allgemeine musikalische Zeitung, Cambini afferma di aver suonato la viola per sei mesi nel 1767, in un quartetto d’archi insieme a Luigi Boccherini, Pietro Nardini e il suo maestro Manfredi. Se questa affermazione fosse veritiera, si tratterebbe della prima formazione di questo genere apparsa almeno in Italia, se non in tutta Europa.
Questa notizia ha contribuito per anni alla diffusione di una leggenda sull’importanza storica di Cambini nella definizione del quartetto d’archi. In realtà, fu uno dei numerosi (sebbene tra i più prolifici) compositori che, in quello stesso periodo, contribuirono allo sviluppo del genere.

### I primi anni a Parigi
La prima notizia certa della sua biografia è l'arrivo a Parigi all'inizio degli anni '70 del '700, dove rimase 20 anni, durante i quali compose oratori, lavori concertistici, cameristici, sinfonici e teatrali (si ha notizia di almeno 14 opere teatrali, di cui per lo meno 12 rappresentate a Parigi, e anche di alcuni balletti che destarono l'ammirazione di Christoph Willibald Gluck), ed eseguì suoi concerti al violino (durante i Concert Spirituel e i Concerts des Amateurs, gestiti da François-Joseph Gossec). Più di 600 composizioni furono pubblicate con il suo nome nella capitale francese fino al 1800 (soprattutto dagli editori Venier, Berault e Sieber, vedi anche la sezione Fonti), delle quali più di 80 sono sinfonie concertanti: ne scrisse molte di più di qualsiasi altro compositore francese coevo, divenendo il campione del genere.

### La polemica con Mozart
Il suo successo nella sinfonia concertante ispirò la rivalità di Wolfgang Amadeus Mozart, che nel 1778 accusò Cambini di aver impedito l'esecuzione della sua sinfonia concertante KV 297b presso i Concert Spirituel, in quanto geloso della sua perfezione. La diffidenza di Mozart nei confronti di Cambini non si riscontra in altri compositori che ebbero a che fare con lui, anzi, Gluck, negli stessi anni, lo raccomandò spesso come uomo di integerrima onestà, perciò è probabile che il salisburghese abbia esternato sentimenti esagerati.

### Le alterne fortune parigine
L'accusa di Mozart è poco consistente anche perché il potere di Cambini a Parigi non arrivò certo al livello denunciato dall'austriaco. Alla sua vasta produzione corrisponde una tutto sommato poco lusinghiera attenzione da parte della stampa musicale. Viene citato relativamente poco nelle recensioni coeve, e la sua carriera da violinista è meno apprezzata rispetto a quella degli altri solisti attivi nello stesso periodo. I suoi successi maggiori furono, come detto, le sinfonie concertanti e i suoi quartetti, verso i quali perfino Mozart ebbe parole benevole. Il suo stile facile, affascinante e brillante, aperto solo quanto basta alle novità, lo rese una sorta di paladino della Parigi galante, e molti suoi pezzi furono accolti favorevolmente anche a Londra e in America (alcuni parteciparono attivamente alla definizione della cosiddetta forma sonata), però le sue opere teatrali vennero quasi sempre stroncate e l'affermarsi anche in Francia del più complesso stile viennese (dal 1785 in poi), a cui cercò maldestramente di aderire, minò molto la sua fama, intaccata anche da sfavorevoli pareri sulla stampa di area tedesca.

### La Rivoluzione
Nel 1788 divenne manager del Teatro Beaujolais, e vi lavorò durante i tumulti rivoluzionari, fino al 1791. La sua tenuta permise la continuità di un'offerta operistica di qualità anche negli anni della Repubblica. Al tempo del Terrore, dal 1791, diresse il Teatro Louvois, che la crisi economica dovuta alla guerra fece chiudere nel 1794. Crisi che colpì molto anche il patrimonio di Cambini e lo costrinse a cercare le più diverse occasioni di lavoro: dal 1794 accettò lo stipendio dell'armaiolo Armand Séguin, per il quale tenne concerti privati e compose più di 100 quartetti; compose inni rivoluzionari e patriottici per la neonata Repubblica; insegnò privatamente violino, canto e composizione; trascrisse arie d'opera di altri autori per qualsiasi committente; e accettò commissioni editoriali (nel 1795, l'editore Gavreaux gli chiese di curare la ristampa del metodo per violino di Geminiani, e nel 1799 Nademann et Lobry lo incaricarono di redigerne uno per flauto).

### L'oblio
Nei primi anni dell'Ottocento firmò contratti con periodici e riviste, tra i quali la Allgemeine musikalische Zeitung e i Tablettes de Polymne, che pubblicò i suoi articoli fino al 1811. Da questa data, Cambini sparisce senza lasciar traccia dai documenti. Michaud afferma che la sua morte è avvenuta in Olanda nel 1818, notizia che gode di una certa credibilità presso gli studiosi, mentre Fétis parla di un suo doloroso e tragico ricovero nel manicomio di Bicêtre, dove trovò la morte nel 1825.

## Fonti
Risultano più di 600 esemplari di opere di Cambini sparsi in tutto il mondo. Più di 300 sono costituiti da edizioni a stampa, 250 ci sono giunti in copie manoscritte, e un centinaio sono gli autografi accertati. Ci è pervenuta solo la sua musica strumentale; delle sue opere teatrali ci è rimasta la musica solo di Le Tuteur avare, scritta in collaborazione con Pasquale Anfossi nel 1787 (oggi conservata nella Bibliothèque Municipale di Lille). Per molti anni si è considerata sua una sinfonia composta in realtà da Joseph Martin Kraus per l'editore Boyer: nel 1784-1786, l'editore pubblicò il lavoro dello sconosciuto Kraus con il nome del più famoso Cambini per vendere più copie, originando l'equivoco di attribuzione, risolto solo nel 1989.

### Autografi
Tutti i cento autografi conosciuti di Cambini sono in America, alla Library of Congress di Washington e alla New York Public Library for the Performing Arts.

### Manoscritti
La collezione più cospicua di copie manoscritte delle opere di Cambini è a Praga, nel dipartimento storico-musicale del Museo Nazionale Ceco della Musica. Seguono, per numero di copie conservate, il Benediktinerstift del Bibliothek und Musikarchiv di Seitenstetten in Austria (la cui maggior parte del posseduto cambiniano è però non datata), il Conservatorio Benedetto Marcello di Venezia (Fondi Torrefranca e Correr) e la Biblioteca di Archeologia e Storia dell'Arte di Palazzo Venezia a Roma (Fondo Vessella). Collezioni italiane meno grandi sono nel Fondo Pasini del Conservatorio Luca Marenzio di Brescia, nel Conservatorio Cherubini di Firenze, nel Conservatorio Paganini di Genova, nella Biblioteca Estense di Mantova, nella Casa Verdi di Milano, nel Conservatorio San Pietro a Majella di Napoli, e nella Biblioteca Casanatese di Roma (Fondo Marefoschi ma non solo). Il Centro Documentazione Musicale della Toscana ha rinvenuto tre manoscritti delle singole parti di altrettante opere cameristiche di Cambini nel Fondo musicale Venturi di Montecatini Terme. Città estere che conservano almeno cinque copie manoscritte sono Basilea (Universitätsbibliothek), Cheb (Státní okresní archiv), Keszthely (Helikon Kastélymúzeum Könyvtára), Leutkirch im Allgäu (Fürstlich Waldburg-Zeilsches Archiv), Lilla (Bibliothèque Municipale), Lund (Universitetsbiblioteket), New Haven (Music Library della Yale University), Praga (Biblioteca Nazionale Ceca), Steinfurt (Fondo Fürst zu Bentheimsche Musikaliensammlung Burgsteinfurt, gestito dalla Westfälische Wilhelms-Universität all'interno della Universitäts- und Landesbibliothek di Münster), Stoccolma (Musik- och teaterbiblioteket) e Västerås (Stadsbibliotek).

### Edizioni a stampa
Il Conservatoire de Paris e la Bibliothèque Nationale de France sono le istituzioni che conservano la maggior parte delle edizioni stampate durante la vita di Cambini, seguono la British Library di Londra, la Rossijskaja Gosudarstvennaja Biblioteka di Mosca, il Fürst zu Bentheimsche Musikaliensammlung Burgsteinfurt di Steinfurt, la Gesellschaft der Musikfreunde di Vienna, la Biblioteca Nacional de España, la Kongelige Bibliotek di Copenaghen, la Biblioteca Estense di Modena, e la Biblioteca Nazionale Universitaria di Torino (nella collezione Foà e Giordano).

## Composizioni

### Opere
- Les romans (ballet-héroïque, libretto di L.-C.-M. de Bonneval, 1776 all'Académie Royale de Musique di Parigi)
- Rose et Carloman (comédie-héroïque, libretto di A.D. Dubreuil, 1779)
- La statue (comédie, libretto di M.-R. de Montalembert, 1784)
- La bergère de qualité (comédie, libretto di M.-R. de Montalembert, 1786)
- Le tuteur avare (opéra bouffon, libretto di J.-L. Gabiot de Salins, 1788)
- La croisée (comédie, 1788, Beaujolais)
- Colas et Colette (opéra bouffon, 1788, Beaujolais)
- Le bon père (opéra bouffon, libretto di J.-F. Le Pitre, 1788, Beaujolais)
- La prêtresse du soleil (drama, 1789, Beaujolais)
- La revanche, ou Les deux frères (comédie, libretto di P.U. Dubuisson, 1790, Beaujolais)
- Adèle et Edwin (opéra, 1790, Beaujolais)
- Nantilde et Dagobert (opéra, libretto di P.-A.-A. de Piis, 1791, Louvois)
- Les trois Gascons (opéra, libretto di Cambini, 1793, Louvois)
- Encore un tuteur dupé (comédie, libretto di P.-J.-A. Roussel, 1798, Montansier)

#### Di dubbia attribuzione
- Alcméon (tragédie lyrique, libretto di A.D. Dubreuil, 1782, mai rappresentata)
- Alcide (opéra, libretto di A.D. Dubreuil, 1782, mai rappresentata)
- L'Amour et la peur, ou L'amant forcé d'être fidèle (opéra-comique, libretto di Cambini, 1795)

### Musica sacra
- Le sacrifice d'Isaac (oratoire françois, 1774)
- Joad (oratoire françois, 1775)
- Samson (oratoire, libretto di Voltaire, 1779; perduto)
- Le sacrifice d'Abraham (oratoire, 1780; perduto)
- 5 messe
- Miserere, motet à grand choeur (1775, perduto)
- Diversi altri mottetti

### Inni e canti rivoluzionari
Hymne à l'être suprème (1794)
Hymne à l'égalité (1794)
Hymne à la Vertu (1794)
Hymne à la Liberté (1794)
Hymne à la Victoire (1794)
Ode sur Bara et Viala (1794)
Ode sur nos victoires (1794)
Ronde Républicaine (1794)
Le pas de charge républicain - Air de combat (1794)

### Musica strumentale
- concerto per viola e orchestra
- 3 sinfonie per archi, 2 oboi e 2 corni, op.5 (1776)
- 3 symphonies à grand orchestre per archi, flauto, 2 oboi, fagotto e 2 corni (1787)
- 3 sinfonie per archi, 2 oboi e 2 corni (1788)
- 82 sinfonie concertanti (delle quali 76 pubblicati e 52 attualmente esistenti)
- 110 quintetti per 2 violini, viola, 2 violoncelli (forse 114), di cui 84 completi (conservati alla Washington Library)
- 149 quartetti per archi (1773-1809)
- Almeno 104 trii
- Almeno 212 duo
- 5 Quartetti per cembalo, violino, oboe e violoncello
- 6 sonate per violino e basso
- Petits airs variés per violino
- 12 sonate per flauto e basso
- 6 sonate per clavicembalo/fortepiano e violino, op.21 (1781)
- Air de Marlborough avec variations per fortepiano/clavicembalo e violino obbligato
- 6 sonate per clavicembalo/fortepiano e flauto
- Marche des Marseillois et la Carmagnole variées per flauto e basso (1794)
- Variations sur le Hymne du siège de Lille (L'amour dans le coeur d'un Français) (1794) per due violini Variations sur le Hymne "Vos aimables fillettes" (1794) per due violini Variations sur Cadet Roussel (1794) per due violini
- Petits airs connus variés per flauto e basso
- Air variés per flauto, op.6
- Différens solfèges d'une difficulté graduelle (1783)

## Scritti
- Nouvelle méthode théorique et pratique pour le violon (1795 ca.)
- Méthode pour la flûte traversière suivie de vingt petits airs connus et six duo à l'usage des commençans (1799)
- Ausführung der Instrumentalquartetten, Allgemeine musikalische Zeitung (1803-4)
- 2 articoli in Correspondance des professeurs et amateurs de musique (1804)
- Über den Charakter, den die italienischen und deutschen Musik haben, und die französische haben sollte, Allgemeine musikalische Zeitung (1804-5)
- 6 articoli in Les tablettes de Polymnie (1810-1)

## Discografia
| Datazione | Titolo | Esecutori | Label                                                 | Note |
| --------- | --- | --- | ----------------------------------------------------- | --- |
| 1936      | Quartetto in re maggiore (ridotto da Fausto Torrefranca)                                                                   | Quartetto di Roma (Francesco Montelli e Oscar Zuccarini, violini; Aldo Perini, viola; Luigi Silva, violoncello)                                                                      |                                                       | Il 78 giri della prima pubblicazione è conservato nell'Istituto centrale per i beni sonori e audiovisivi di Roma, ed è digitalizzato su Internet Culturale. |
| anni '50  | Concerto per pianoforte in sol maggiore                                                                                    | Renato Fasano dirige i Virtuosi di Roma con Ornella Puliti Santoliquido solista | Decca                                                 | Scheda del disco, su Discogs. |
| anni '50  | Quartetto re maggiore | Quartetto Carmirelli (Pina Carmirelli, violino; Montserrat Cervera, violino; Arturo Bonucci Sr., violoncello; Luigi Sagrati, viola)                                                  | più etichette (e.g. Musidics, Christophorus, Critère) | Scheda del disco di Musidisc, su Discogs. Scheda del disco di Christophorus, su Discogs. Scheda del disco di Critère, su Discogs.                           |
| 1955      | Concerto per pianoforte in sol minore                                                                                      | Michelangelo Abbado dirige l'Orchestra d'Archi di Milano con Claudio Abbado solista                                                                                                  | più etichette, tra cui la CBS                         | Scheda del disco CBS, su Discogs. |
| 1957      | Sinfonia concertante in do maggiore                                                                                        | Newell Jenkins dirige l'Accademia dell'Orso | Period                                                | Scheda del disco, su Discogs. |
| 1970      | Tre quintetti per fiati | Soni Ventorum Wind Quartet | Ravenna Recordings                                    | Scheda del disco, su Discogs. |
| 1983      | Quintetto per fiati in fa maggiore                                                                                         | Belgian Woodwind Quintet | Teldec                                                | Scheda del disco, su Discogs. |
| anni '90  | Sinfonia concertante in re maggiore Concerto per pianoforte in si bemolle maggiore Concerto per pianoforte in sol maggiore | Paolo Vaglieri dirige l'orchestra da camera di Milano con Franco Redondi solista |                                                       | Scheda del disco, su Tonickitchen. URL consultato il 25 settembre 2018 (archiviato dall'url originale il 25 settembre 2018).                                |
| 1993      | Quintetti per fiati, op. 4 Trii n. 1 e 2 per flauto, oboe e fagotto, op.45                                                 | Arnold Quintet | Stradivarius                                          | Scheda del disco, su PrestoClassical. |
| 1994      | Tre quintetti per fiati | Avalon Wuind Quintet | Naxos                                                 | Scheda del disco, su Sito ufficiale Naxos. |
| 1994      | 6 quintetti per flauto, oboe, violino, viola e violoncello                                                                 | Accademia Classica di Venezia: Franco Massaglia (flauto), Walter de Franceschi (oboe), Nicholas Myall (violino), Patrizia di Paolo (viola), Marco Trentin (violoncello)              | Tactus                                                | Scheda del disco, su Sito ufficiale Tactus. URL consultato il 25 settembre 2018 (archiviato dall'url originale il 25 settembre 2018).                       |
| 1994      | Quartetti per Monsieur Lacépède                                                                                            | Quartetto Le Ricordanze | Stradivarius                                          | Scheda del volume 1, su PrestoClassical. Scheda del volume 2, su PrestoClassical.                                                                           |
| 2000      | Concerto per pianoforte in sol maggiore Concerto per pianoforte in si bemolle maggiore                                     | Agostino Orizio dirige l'Orchestra del Festival Michelangeli di Brescia e Bergamo con solista Alessandro Specchi                                                                     | Fonè                                                  | Scheda del disco, su Discogs. |
| 2002      | 6 trii concertanti, op. 6                                                                                                  | Trio Tourte | Tactus                                                | Scheda del disco, su Sito ufficiale Tactus. URL consultato il 25 settembre 2018 (archiviato dall'url originale il 25 settembre 2018).                       |
| 2009      | Quintetti per archi n. 1, 4 e 23                                                                                           | Ensemble Entr'acte | Panclassics                                           | Scheda del disco, su AllMusic. |
| 2012      | Sinfonie n. 1 e 2 Sinfonie concertanti n. 5 e 12                                                                           | Academia Montis Regalis: Giovanni Della Vecchia (violino), Paolo Cantamessa (violino), Barbara Ferrara (oboe), Maria de Martini (fagotto), Luigi Mangiocavallo (direttore e violino) | Naive                                                 | Scheda del disco, su PrestoClassical. |
| 2013      | Tre quintetti per fiati, op. 3                                                                                             | Quintetto Briccialdi | Bongiovanni                                           | Scheda del disco, su PrestoClassical. |
| 2013      | 5 quartetti con oboe, violino, violoncello e cembalo                                                                       | Sans Souci Ensemble | Tactus                                                | Scheda del disco, su Sito ufficiale Tactus. URL consultato il 25 settembre 2018 (archiviato dall'url originale il 25 settembre 2018).                       |
| 2014      | 6 quartetti per flauto | Quartetto DuePiùDue | Brilliant                                             | Scheda del disco, su AllMusic. |
| 2014      | 6 trii per flauto, oboe e fagotto, op. 41                                                                                  | Paolo Carlini (fagotto), Luca Vignali (oboe) e Massimo Marcelli (flauto) | Bongiovanni                                           | Scheda del disco, su PrestoClassical. |
| 2016      | Quaretti con due viole, op. 21                                                                                             | Ensemble Alraune | NovAntiqua                                            | Scheda del disco, su Sito ufficiale NovAntiqua. |
| 2017      | Primo libro dei duetti per due viole                                                                                       | Ensemble Alraune | NovAntiqua                                            | Scheda del disco, su Sito ufficiale NovAntiqua. |
| 2020      | Secondo libro dei duetti per due viole                                                                                     | Ensemble Alraune | NovAntiqua                                            | Scheda del disco, su Sito ufficiale NovAntiqua. |